# Cladopathidae
Los cladopátidos (Cladopathidae) son una familia de cnidarios antozoos del orden Antipatharia. A sus componentes se les denomina corales negros, debido al color negro, o marrón oscuro, de su esqueleto. La mayoría de las especies de esta familia viven en aguas profundas, por debajo de los 210 m.

## Morfología
Son antozoos coloniales sin esqueleto calcáreo, caracterizados por un esqueleto proteínico, o corallum, que aporta flexibilidad a la estructura colonial. El corallum puede ser monopodial o ramificado (arbóreo), con el tallo y las ramas pinnulados o supinnulados. El esqueleto es secretado por el tejido epitelial axial de los pólipos, formando capas concentrícas alrededor de un pequeño núcleo central. Recorriendo el esqueleto posee espinas, en su caso de forma cónica o acicular y del mismo tamaño en todas las pinnulas o mayores en las pinnulas anteriores o subpinnulas.
Los pólipos son de forma alargada y tienen 2 mm o más de diámetro en su sección transversal, y poseen 6 tentáculos. También poseen 6 mesenterios (divisiones de la cavidad gastrovascular) primarios, y no tienen mesenterios secundarios.
La morfología del corallum, los pólipos y las espinas axiales, son las características taxonómicas usadas en su clasificación.

## Géneros
Actualmente, el Registro Mundial de Especies Marinas acepta los siguientes géneros en la familia, agrupados en 3 subfamilias:
Subfamilia Cladopathinae:
- Chrysopathes. Opresko, 2003
- Cladopathes. Brook, 1889
- Trissopathes. Opresko, 2003

Subfamilia Hexapathinae:
- Heteropathes. Opresko, 2011
- Hexapathes. Kinoshita, 1910

Subfamilia Sibopathinae:
- Sibopathes. van Pesch, 1914

## Hábitat y distribución
Estos corales se encuentran en las cuencas oceánicas del Atlántico y del Indo-Pacífico, desde las aguas tropicales a las aguas templadas o frías, desde la Antártida a Alaska.
Su rango de profundidad está entre 210 y 4.667 m, en zonas con corrientes, y con un rango de temperaturas entre 0,04 y 20,42 °C.
Su ubicación mayoritaria en aguas profundas se debe a que no poseen zooxantelas en sus tejidos, por lo que no necesitan la luz, y requieren zonas ricas en plancton para alimentarse.